# Emilio J. J. Tomás
Emilio Juan José Tomás (Formosa, 24 de julio de 1943-21 de febrero de 1991) fue un abogado y político argentino del Partido Justicialista, que se desempeñó como senador nacional por la provincia de Formosa entre 1989 y 1991.

## Biografía
Nació en la ciudad de Formosa en 1943, hijo de Emilio Tomás, quien se desempeñara como gobernador de la provincia de Formosa entre 1959 y 1962. Adhirió al peronismo a corta edad, integrando la Juventud Peronista. Estuvo detenido por causas políticas entre 1975 y 1976.
Con el retorno a la democracia en 1983, fue elegido a la Cámara de Diputados de Formosa, en la que se desempeñó como presidente provisional. En 1988 presentó un proyecto de ley para reformar la constitución provincial, cuya enmienda luego permitió la reelección del gobernador y vicegobernador.
En las elecciones al Senado de 1989, fue elegido senador nacional por la provincia de Formosa. Su mandato se extendía hasta 1998, pero falleció en febrero de 1991, a los 47 años. Fue sucedido por Wilfrido Samudio Godoy, quien fallecería en 1993, siendo el período completado por Ana Margarita Peña de López.
Una calle de la capital formoseña lleva su nombre.